# Trinity House
Trinity House, s polnim imenom The Corporation of Trinity House of Deptford Strond je najvišja britanska oblast v zadevah svetilnikov (General Lighthouse Authority, na kratko GLA) na območju Anglije, Walesa, Kanalskih otokov, Gibraltarja in ostalih britanskih teritorialnih voda razen Škotske, otoka Man in Severne Irske. Je non-departmental public body, to je vladna organizacija izven ministrstev.
Trinity House ima tri glavne naloge in sicer:
- kot GLA je odgovorna za delovanje in oskrbo raznih pripomočkov pri plovbi, torej ne samo svetilnikov, temveč tudi radio-svetilnikov, svetilniških ladij, morskih semaforjev in boj in sploh za vsa svetlobna opozorila na morju ali na obali;
- je humanitarna ustanova, ki se bavi s problemi pomorščakov:
- je nadzorno telo pri pilotaži na odprtem morju, pooblaščeno tudi za formiranje in kvalificiranje pilotov.